# Décès en juin 2012
Décès
- 2008
- 2009
- 2010
- 2011
- 2012
- 2013
- 2014
- 2015
- 2016

Pour une information complémentaire, voir la page d'aide.

| Date    | Nom                          | Activités                                                                               | Âge | Source |
| ------- | ---------------------------- | --------------------------------------------------------------------------------------- | --- | ------ |
| 2 juin  | Adolfo Calero                | Homme d'affaires et politicien nicaraguayen.                                            | 80  |        |
| 2 juin  | Richard Dawson               | Acteur américain.                                                                       | 79  |        |
| 2 juin  | LeRoy Ellis                  | Basketteur américain.                                                                   | 72  |        |
| 2 juin  | Kathryn Joosten              | Actrice américaine.                                                                     | 72  |        |
| 3 juin  | Éliane Beaupuy-Manciet       | Peintre, graveuse et illustratrice française.                                           | 91  |        |
| 3 juin  | Jean Maurel                  | Skipper français.                                                                       | 51  |        |
| 3 juin  | Jean-Louis Richard           | Acteur, réalisateur et scénariste français.                                             | 85  |        |
| 3 juin  | Roy Salvadori                | Pilote automobile britannique, vainqueur des 24 Heures du Mans en 1959.                 | 90  |        |
| 4 juin  | Patrick Burgel               | Acteur et animateur français de radio.                                                  | 65  |        |
| 4 juin  | Édouard Khil                 | Chanteur russe.                                                                         | 77  |        |
| 4 juin  | Rodolfo Quezada Toruño       | Cardinal guatemaltèque                                                                  | 80  | (en)   |
| 4 juin  | Herb Reed                    | Musicien, vocaliste américain, membre des Platters.                                     | 83  |        |
| 5 juin  | Antoine Bernheim             | Banquier français.                                                                      | 87  |        |
| 5 juin  | Ray Bradbury                 | Romancier américain et auteur de science-fiction.                                       | 91  |        |
| 6 juin  | Vladimir Kroutov             | Joueur soviétique de hockey sur glace.                                                  | 52  | (en)   |
| 6 juin  | Li Wangyang                  | Syndicaliste et dissident chinois.                                                      | 61  | (en)   |
| 6 juin  | Manuel Preciado              | Entraîneur espagnol de football.                                                        | 54  | (es)   |
| 6 juin  | Tomohito de Mikasa           | Membre de la Maison impériale du Japon.                                                 | 66  | (en)   |
| 7 juin  | Bob Welch                    | Guitariste américain, membre de Fleetwood Mac.                                          | 66  | (en)   |
| 8 juin  | Luis Aloy Vidal              | joueur et entraîneur de football espagnol.                                              | 82  | (es)   |
| 8 juin  | Marie-Thérèse Bardet         | Doyenne des Français et doyenne des Européens.                                          | 114 |        |
| 8 juin  | Frank Cady                   | Acteur américain.                                                                       | 96  |        |
| 8 juin  | Robert Galley                | Homme politique français, ancien résistant.                                             | 91  |        |
| 8 juin  | Pascal Malbeaux              | Footballeur français.                                                                   | 50  |        |
| 8 juin  | Ghassan Tuéni                | Homme politique et journaliste libanais.                                                | 86  |        |
| 9 juin  | Régis Clère                  | Coureur cycliste français.                                                              | 55  |        |
| 9 juin  | Paul Jenkins                 | Peintre américain.                                                                      | 88  |        |
| 10 juin | Piero Bellugi                | Chef d'orchestre italien.                                                               | 87  | (it)   |
| 10 juin | Georges Mathieu              | Peintre français.                                                                       | 91  |        |
| 10 juin | Dante Micheli                | Footballeur italien.                                                                    | 73  | (it)   |
| 10 juin | George Saitoti               | Homme politique kényan, ministre de l'Intérieur en fonction.                            | 66  |        |
| 10 juin | Gérard Théodore              | Compagnon de la Libération.                                                             | 91  |        |
| 10 juin | Gordon West                  | Footballeur international britannique.                                                  | 69  | (en)   |
| 11 juin | Ann Rutherford               | Actrice américano-canadienne.                                                           | 91  |        |
| 11 juin | Stay High 149                | Légende du graffiti américain, né Wayne Roberts.                                        | 61  | (en)   |
| 11 juin | Teófilo Stevenson            | Boxeur cubain.                                                                          | 60  |        |
| 12 juin | Hector Bianciotti            | Journaliste, écrivain et académicien français d'origine italo-argentine.                | 82  |        |
| 12 juin | Elinor Ostrom                | Économiste et politologue américaine, « Prix Nobel » d'économie en 2009.                | 78  |        |
| 12 juin | Pahiño                       | Footballeur international espagnol. Pichichi en 1948 et 1952.                           | 89  | (en)   |
| 12 juin | Aldo Ronconi                 | Coureur cycliste italien.                                                               | 93  | (en)   |
| 13 juin | Roger Garaudy                | Homme politique, philosophe et écrivain français                                        | 98  |        |
| 14 juin | Frans Dignef                 | Footballeur belge.                                                                      | 75  |        |
| 14 juin | Hassan Kassayi               | Musicien iranien.                                                                       | 83  |        |
| 14 juin | Jerzy Mierzejewski           | Peintre polonais.                                                                       | 94  | (en)   |
| 14 juin | Raoul Mille                  | Écrivain français.                                                                      | 71  |        |
| 14 juin | Erik Rhodes                  | Acteur pornographique américain.                                                        | 30  |        |
| 14 juin | Giacinto Santambrogio        | Coureur cycliste italien.                                                               | 67  |        |
| 14 juin | Jacques de Thiersant         | Peintre et sculpteur français.                                                          | 77  |        |
| 15 juin | Jean Ayer                    | Joueur suisse de hockey sur glace.                                                      | 82  |        |
| 15 juin | Günther Domenig              | Architecte autrichien.                                                                  | 77  | (de)   |
| 15 juin | George Kerr                  | Athlète jamaïcain, double médaillé de bronze aux JO d'été de 1960.                      | 74  | (en)   |
| 15 juin | Barry MacKay                 | Joueur de tennis américain.                                                             | 76  | (en)   |
| 16 juin | Nayef ben Abdelaziz Al Saoud | Prince héritier d’Arabie saoudite depuis le 27 octobre 2011 et ministre de l’Intérieur. | 78  |        |
| 16 juin | Enrica Beltrame Quattrocchi  | Infirmière et enseignante italienne, vénérable catholique.                              | 98  |        |
| 16 juin | Giuseppe Bertolucci          | Réalisateur italien.                                                                    | 65  |        |
| 16 juin | Charles Hanin                | Homme politique belge.                                                                  | 97  |        |
| 16 juin | Nils Karlsson                | Fondeur suédois, médaillé d'or sur 50 km aux Jeux olympiques d'hiver de 1948.           | 94  | (en)   |
| 16 juin | Jacques Pecnard              | Peintre, graveur, sculpteur et illustrateur français.                                   | 89  |        |
| 16 juin | Gareth Roberts               | Copilote britannique en rallye automobile.                                              | 24  |        |
| 16 juin | Thierry Roland               | Journaliste sportif français et commentateur de matchs de football.                     | 74  |        |
| 16 juin | Alicia Steimberg             | Romancière argentine.                                                                   | 78  | (es)   |
| 16 juin | Susan Tyrrell                | Actrice américaine.                                                                     | 67  | (en)   |
| 17 juin | Stéphane Brosse              | Skieur-alpiniste français.                                                              | 40  |        |
| 17 juin | Rodney King                  | Citoyen afro-américain victime de violences policières.                                 | 47  |        |
| 18 juin | Horacio Coppola              | Photographe argentin.                                                                   | 105 |        |
| 18 juin | Ghazala Javed                | Chanteuse populaire pakistanaise.                                                       | 24  |        |
| 18 juin | Urs Lott                     | Joueur suisse de hockey sur glace.                                                      | 63  |        |
| 19 juin | Albert Ayme                  | Peintre et sculpteur français.                                                          | 92  |        |
| 19 juin | Anthony Bate                 | Acteur britannique.                                                                     | 84  | (en)   |
| 19 juin | Richard Lynch                | Acteur américano-irlandais.                                                             | 76  |        |
| 19 juin | Madeleine Roubenne           | Résistante française.                                                                   | 88  |        |
| 21 juin | Roger Marage                 | Peintre et graveur français.                                                            | 89  |        |
| 23 juin | Hamza Bounab                 | Footballeur algérien.                                                                   | 28  |        |
| 23 juin | Brigitte Engerer             | Pianiste française.                                                                     | 59  |        |
| 23 juin | Alan McDonald                | Footballeur puis entraîneur nord-irlandais.                                             | 48  | (en)   |
| 24 juin | Darrel Akerfelds             | Joueur et instructeur américain de baseball.                                            | 50  | (en)   |
| 24 juin | Franz Crass                  | Chanteur allemand d'opéra.                                                              | 84  |        |
| 24 juin | James Grout                  | Acteur anglais.                                                                         | 84  | (en)   |
| 24 juin | Philippe Mitschké            | Peintre français.                                                                       | 81  |        |
| 24 juin | Miki Roqué                   | Footballeur espagnol.                                                                   | 23  |        |
| 24 juin | Jacques Taddei               | Organiste et compositeur français.                                                      | 66  |        |
| 25 juin | Hennie Smit                  | Homme politique sud-africain, ancien député et ministre.                                | 86  | (af)   |
| 26 juin | Nora Ephron                  | Auteure, scénariste et réalisatrice américaine.                                         | 71  | (en)   |
| 26 juin | Albert Netter                | Médecin français, créateur de la première banque du sperme en France.                   | 102 |        |
| 27 juin | Don Grady                    | Acteur, compositeur et scénariste américain.                                            | 68  | (en)   |
| 27 juin | Jean Guilda                  | Artiste travesti franco-canadien.                                                       | 88  |        |
| 28 juin | Zhang Ruifang                | Actrice chinoise.                                                                       | 94  | (en)   |
| 28 juin | Robert Sabatier              | Écrivain français, membre de l'Académie Goncourt.                                       | 88  |        |
| 29 juin | Henry Schimberg              | Industriel américain, ancien président de Coca-Cola Enterprises.                        | 79  |        |
| 30 juin | Michael Abney-Hastings       | Présenté comme prétendant au trône d'Angleterre.                                        | 69  |        |
| 30 juin | Sami Eddaou                  | Footballeur tunisien.                                                                   | 44  |        |
| 30 juin | Olivier Ferrand              | Homme politique français.                                                               | 42  |        |
| 30 juin | Éric Gourdeau                | Haut fonctionnaire québécois (1961-1986).                                               | 88  |        |
| 30 juin | Yitzhak Shamir               | Homme politique israélien.                                                              | 96  |        |
| 30 juin | Yomo Toro                    | Musicien portoricain.                                                                   | 78  | (en)   |